# 風車行動
風車行動（英語：Operation Windmill，簡稱：OpWml）是1947年至1948年美國海軍第二次南極洲發展計劃的一部份，是跳高行動的延續。此行動由傑拉德·凱旋所率領，旗艦為伯頓島號，目的是訓練和探索南極。1947年11月1日，艾迪斯托號前往巴拿馬與伯頓島號會合。

## 外部連結

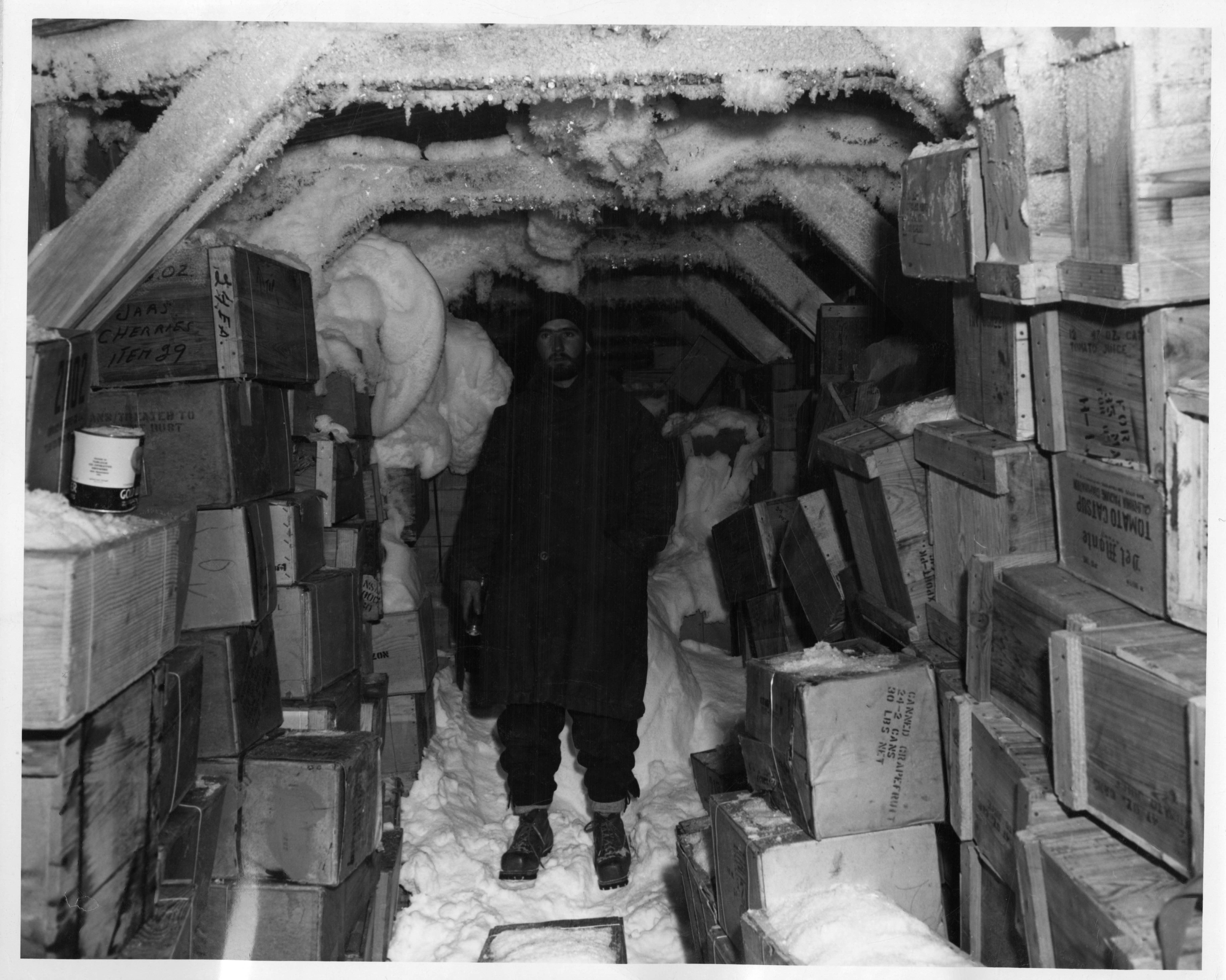
1947年，風車行動的補給物資

- Operation Windmill （页面存档备份，存于）